# Championnats d'Europe de slalom de canoë-kayak
Les Championnats d'Europe de slalom en canoë-kayak sont un événement international en canoë-kayak organisé par l'Association européenne de canoë.
Les Championnats d'Europe ont lieu chaque année. Avant novembre 2008, le slalom en canoë était connu sous le nom de slalom en eau vive. 
Les hommes concourent en kayak individuel (K-1), canoë individuel (C-1) ou à deux (C-2) à la fois individuellement et en équipe. Les femmes parcourent en K-1 et depuis les championnats de 2010 en C-1, à la fois individuellement et en équipe.

## Le slalom en canoë-kayak
Les participants partent un par un sur un parcours chronométré et doivent franchir entre 18 et 28 portes. Ces portes sont représentés par deux piquets suspendus dans des filins et sont  de couleur rouge ou verte. L'objectif est de passer entre les portes sans les toucher. Le sens d'introduction du participant dans ces portes est déterminé par leur couleur: verte, dans le sens du courant, rouge en remontant le courant.

Chaque touche d'une porte par le concurrent ou sa pagaie entraîne une pénalité de 2 points, une porte franchie dans le mauvais sens donne 50 points de pénalité. Toutes ces pénalités sont ajoutées au temps réalisé pour la réalisation du parcours qui est converti en points à raison de 1 point pour 1 seconde chronométrée.

## Éditions
| N° | Année | Ville                  | Pays              | Date                         | Nombre de nations | Nombre d'athlètes |
| -- | ----- | ---------------------- | ----------------- | ---------------------------- | ----------------- | ----------------- |
| 1  | 1996  | Augsbourg              | Allemagne         | 29 août – 1er septembre 1996 | 22                | 190               |
| 2  | 1998  | Roudnice nad Labem     | Tchéquie          | 18–23 août 1998              | 25                | 207               |
| 3  | 2000  | Mezzana                | Italie            | 24–25 juin 2000              | 24                | 176               |
| 4  | 2002  | Bratislava             | Slovaquie         | 12–14 juillet 2002           | 22                | 124               |
| 5  | 2004  | Skopje                 | Macédoine du Nord | 4–6 juin 2004                | 23                | 152               |
| 6  | 2005  | Tacen                  | Slovénie          | 24–26 juin 2005              | 23                | 176               |
| 7  | 2006  | L'Argentière-la-Bessée | France            | 30 juin – 2 juillet 2006     | 30                | 190               |
| 8  | 2007  | Liptovský Mikuláš      | Slovaquie         | 11–17 juin 2007              | 29                | 215               |
| 9  | 2008  | Cracovie               | Pologne           | 8–11 mai 2008                | 29                | 220               |
| 10 | 2009  | Nottingham             | Royaume-Uni       | 28–31 mai 2009               | 23                | 167               |
| 11 | 2010  | Bratislava             | Slovaquie         | 13–15 août 2010              | 22                | 178               |
| 12 | 2011  | La Seu d'Urgell        | Espagne           | 9–12 juin 2011               | 22                | 197               |
| 13 | 2012  | Augsbourg              | Allemagne         | 9–13 mai 2012                | 28                | 231               |
| 14 | 2013  | Cracovie               | Pologne           | 6–9 juin 2013                | 24                | 207               |
| 15 | 2014  | Vienne                 | Autriche          | 29 mai – 1er juin 2014       | 25                | 211               |
| 16 | 2015  | Markkleeberg           | Allemagne         | 28–31 mai 2015               | 27                | 214               |
| 17 | 2016  | Liptovský Mikuláš      | Slovaquie         | 12–15 mai 2016               | 29                | 213               |
| 18 | 2017  | Tacen                  | Slovénie          | 31 mai – 4 juin 2017         | 24                | 193               |
| 19 | 2018  | Prague                 | Tchéquie          | 1er–3 juin 2018              | 28                | 213               |
| 20 | 2019  | Pau                    | France            | 29 mai – 2 juin 2019         | ?                 | ?                 |
| 21 | 2020  | Prague                 | Tchéquie          | 18–20 septembre 2020         | ?                 | ?                 |
| 22 | 2021  | Ivrée                  | Italie            | 6–9 mai 2021                 | ?                 | ?                 |
| 23 | 2022  | Liptovský Mikuláš      | Slovaquie         | 26–29 mai 2022               | 27                | 200               |
| 24 | 2023  | Cracovie               | Pologne           | 29 juin-2 juillet 2023       | 29                | 181               |
| 25 | 2024  | Tacen, Ljubljana       | Slovénie          | 15–19 mai 2024               | ?                 | ?                 |
| 26 | 2025  | Vaires-sur-Marne       | France            | 14–18 mai 2025               | ?                 | ?                 |